# Superpuchar Czech w piłce siatkowej mężczyzn (2021)
Superpuchar Czech w piłce siatkowej mężczyzn 2021 – pierwsza edycja rozgrywek o Superpuchar Czech zorganizowana przez Czeski Związek Piłki Siatkowej (Český volejbalový svaz, ČVS). Mecz rozegrany został 20 września 2021 roku w hali sportowej Dukla (sportovní hala Dukla) w Libercu. Wzięły w nim udział dwa kluby: mistrz Czech w sezonie 2020/2021 – VK ČEZ Karlovarsko oraz zdobywca Pucharu Czech w tym sezonie – VK Dukla Liberec.
Pierwszym zdobywcą Superpucharu Czech został VK ČEZ Karlovarsko.

## Drużyny uczestniczące
| Drużyna            | Osiągnięcia w sezonie 2020/2021 |
| ------------------ | ------------------------------- |
| VK ČEZ Karlovarsko | mistrzostwo Czech               |
| VK Dukla Liberec   | zdobycie Pucharu Czech          |

## Mecz
Poniedziałek, 20 września 2021 – 17:00 (UTC+02:00) • Sportovní hala Dukla, Liberec
Widzów: 523
Czas trwania meczu: 118 minut
Sędziowie: Dušan Rychlík i Petr Kvarda
| VK ČEZ Karlovarsko  | 3:1                                 | VK Dukla Liberec                                          |
| Patrik Indra 19 pkt | (25:19, 20:25, 25:14, 26:24) raport | Lukáš Démar 10 pkt Filip Křesťan 10 pkt Marcel Lux 10 pkt |

| Poz.                 | Nr | Zawodnik        | 1        | 2           | 3        | 4        | 5 | Pkt |
| -------------------- | -- | --------------- | -------- | ----------- | -------- | -------- | - | --- |
| Ś                    | 5  | Adam Zajíček    | 8 pięć   | 8 pięć      | 8 pięć   | 4 jeden  |   | 13  |
| R                    | 8  | Wessel Keemink  | 9 sześć  | 9 sześć     | 9 sześć  | 5 dwa    |   |     |
| P                    | 11 | Lukáš Vašina    | 4 jeden  | 4 jeden     | 4 jeden  | 6 trzy   |   | 10  |
| P                    | 13 | Łukasz Wiese    | 7 cztery | 7 cztery    | 7 cztery | 9 sześć  |   | 11  |
| Ś                    | 14 | Vojtěch Patočka | 5 dwa    | 5 dwa       | 5 dwa    | 7 cztery |   | 12  |
| A                    | 23 | Patrik Indra    | 6 trzy   | 6 trzy      | 6 trzy   | 8 pięć   |   | 19  |
| L                    | 3  | Daniel Pfeffer  | L        | L           | L        | L        |   |     |
| Zmiany               |    |                 |          |             |          |          |   |     |
| P                    | 1  | Martin Fišer    |          | 20 zmiana11 |          | 4 pusty  |   |     |
| A                    | 10 | Daniel Římal    |          | 32 zmiana23 |          | 4 pusty  |   |     |
| Nie weszli na boisko |    |                 |          |             |          |          |   |     |
| Ś                    | 12 | Marc Wilson     |          |             |          | 4 pusty  |   |     |
| P                    | 15 | Jakub Ihnát     |          |             |          | 4 pusty  |   |     |
| R                    | 21 | Martin Kočka    |          |             |          | 4 pusty  |   |     |
| Trener               |    |                 |          |             |          |          |   |     |
| Jiří Novák           |    |                 |          |             |          |          |   |     |

| Poz.                 | Nr | Zawodnik          | 1          | 2           | 3           | 4           | 5 | Pkt |
| -------------------- | -- | ----------------- | ---------- | ----------- | ----------- | ----------- | - | --- |
| A                    | 4  | Filip Křesťan     | 6 trzy     | 6 trzy      | 6 trzy      | 6 trzy      |   | 10  |
| P                    | 6  | Lukas Demar       | 7 cztery   | 7 cztery    | 7 cztery    | 7 cztery    |   | 10  |
| Ś                    | 8  | Jakub Veselý      | 5 dwa      | 5 dwa       | 5 dwa       | 5 dwa       |   | 9   |
| Ś                    | 9  | Libor Leikep      | 8 pięć     |             |             | 22 zmiana13 |   | 6   |
| P                    | 14 | Marcel Lux        | 4 jeden    | 4 jeden     | 4 jeden     | 4 jeden     |   | 10  |
| R                    | 19 | Luboš Bartůněk    | 9 sześć    | 9 sześć     | 9 sześć     | 9 sześć     |   | 6   |
| L                    | 10 | Václav Kopáček    | L          | L           | L           | L           |   |     |
| Zmiany               |    |                   |            |             |             |             |   |     |
| A                    | 3  | Milutin Pavićević | 13 zmiana4 | 28 zmiana19 | 28 zmiana19 | 13 zmiana4  |   | 3   |
| P                    | 11 | David Janků       | 17 zmiana8 |             | 23 zmiana14 | 4 pusty     |   |     |
| R                    | 12 | Jiří Srb          |            | 13 zmiana4  | 13 zmiana4  | 28 zmiana19 |   |     |
| Ś                    | 13 | Jan Pražák        | 18 zmiana9 | 8 pięć      | 8 pięć      | 8 pięć      |   | 2   |
| L                    | 1  | Jan Pavlíček      | L          | L           |             | L           |   |     |
| Nie weszli na boisko |    |                   |            |             |             |             |   |     |
| Ś                    | 7  | Lubomír Staněk    |            |             |             | 4 pusty     |   |     |
| Trener               |    |                   |            |             |             |             |   |     |
| Michal Nekola        |    |                   |            |             |             |             |   |     |

## Statystyki meczowe
| KAR | STATYSTYKI        | DUK |
| 96  | MAŁE PUNKTY       | 82  |
| 50  | ATAK              | 40  |
| 13  | BLOK              | 11  |
| 2   | SERWIS            | 5   |
| 31  | BŁĘDY PRZECIWNIKA | 26  |

## Ustawienie wyjściowe drużyn
| Vašina Patočka Indra Wiese Zajíček Keemink Pfeffer Lux Veselý Křesťan Demar Leikep Bartůněk Kopáček |